# Koellikerina maasi
Koellikerina maasi is een hydroïdpoliep uit de familie Bougainvilliidae. De poliep komt uit het geslacht Koellikerina. Koellikerina maasi werd in 1910 voor het eerst wetenschappelijk beschreven door Browne. 